# Abaz Arslanagić
Abaz Arslanagić, jugoslovanski (bosanski) rokometaš, * 2. oktober 1944, Derventa.
Leta 1972 je na poletnih olimpijskih igrah v Münchnu v sestavi jugoslovanske rokometne reprezentance osvojil zlato olimpijsko medaljo.
Udeležil se je tudi poletnih olimpijskih iger leta 1976 v Montrealu, kjer je jugoslovanska rokometna reprezentanca osvojila peto mesto.